# لامبورغيني أوروس
لامبورغيني أوروس هي suv من إنتاج شركة لامبورغيني الإيطالية، تم الكشف عنها في 4 ديسمبر 2017م.